# Mary Wayte
Mary Wayte (25. ožujka 1965.) je bivša američka plivačica.
Dvostruka je olimpijska pobjednica u plivanju, a 2000. godine primljena je u Kuću slavnih vodenih sportova.